# Rigadin défenseur de la vertu
Pour plus de détails, voir Fiche technique et Distribution.
Rigadin défenseur de la vertu ou  Les Fourberies de Rigadin est un court métrage muet français réalisé par Georges Monca, sorti en 1912.

## Fiche technique
- Titre original : Rigadin défenseur de la vertu
- Titre alternatif :  Les Fourberies de Rigadin
- Réalisation : Georges Monca
- Scénario : André Hugon
- Société de production  : Pathé frères
- Société de distribution : Pathé frères
- Pays de production :  France
- Langue : film muet avec les intertitres en français
- Métrage : 170 mètres
- Format : Noir et blanc — 35 mm — 1,33:1 — Muet
- Genre : court métrage -  Comédie
- Date de sortie : France : 5 avril 1912.

## Distribution
- Charles Prince : Rigadin